# Stenocercus ivitus
Stenocercus ivitus — вид ігуаноподібних ящірок родини Tropiduridae. Ендемік Перу.

## Поширення і екологія
Stenocercus ivitus відомі з типової місцевості, розташованої в горах Західного хребта Перуанських Анд в регіоні П'юра, на висоті 3100 м над рівнем моря. Вони живуть у високогірних чагарникових заростях.